# Habrotrocha tridentata
Habrotrocha tridentata är en hjuldjursart som beskrevs av De Koning 1947. Habrotrocha tridentata ingår i släktet Habrotrocha och familjen Habrotrochidae. Inga underarter finns listade i Catalogue of Life.